# Малый Черкасский переулок
Ма́лый Черка́сский переу́лок — небольшой переулок в Центральном административном округе города Москвы, в Китай-городе. Проходит от Большого Черкасского переулка до Новой площади. Нумерация домов ведётся от Б. Черкасского переулка.

## Происхождение названия
Название XVIII века, дано по домовладению, принадлежавшему князю П. Б. Черкасскому.

## Примечательные здания и сооружения
По нечётной стороне:
- № 1 —

По чётной стороне:
- № 2 — Торговый дом Московского купеческого общества (1909—1911, арх. Ф. О. Шехтель)